# Wojciech Mendelak
Wojciech Mendelak (ur. 22 kwietnia 1957 w Turku) – nadbrygadier Państwowej Straży Pożarnej, magister inżynier pożarnictwa.

## Służba
Służbę w ochronie przeciwpożarowej rozpoczął w 1976, jako kadet Szkoły Chorążych Pożarnictwa w Poznaniu. Pierwsze doświadczenie zawodowe zdobył na stanowisku młodszego inspektora w Komendzie Wojewódzkiej Straży Pożarnych w Koninie.
W 1984 ukończył Szkołę Główną Służby Pożarniczej w Warszawie uzyskując tytuł inżyniera pożarnictwa, a w 1997 ukończył na tej uczelni studia magisterskie.
Od kwietnia 1986 zajmował kolejno wyższe stanowiska służbowe: kierownika służby prewencji i kierownika służby operacyjno-szkoleniowej. W czerwcu 1992 został powołany na stanowisko komendanta wojewódzkiego Państwowej Straży Pożarnej w Koninie. W związku ze zmianą podziału administracyjnego kraju, od 1 września 1999 został powołany na stanowisko zastępcy komendanta wojewódzkiego Państwowej Straży Pożarnej w Poznaniu, gdzie nadzorował pion logistyczny.
W 2000 powołany został do sprawowania funkcji rzeczoznawcy do spraw zabezpieczeń przeciwpożarowych. Od dnia 20 marca 2007 przeniesiony do Komendy Głównej Państwowej Straży Pożarnej i mianowany na stanowisko Dyrektora Biura Organizacji, a następnie doradcy komendanta.
Z dniem 2 kwietnia 2008 został powołany na stanowisko Wielkopolskiego Komendanta Wojewódzkiego Państwowej Straży Pożarnej.
W dniu 21 stycznia 2016 r. został zwolniony ze służby w PSP, przechodząc na zaopatrzenie emerytalne.

## Doświadczenie zawodowe
W ramach zadań służbowych wielokrotnie uczestniczył i kierował działaniami ratowniczo-gaśniczymi. Szczególne przykłady tych działań to: m.in.
- pożar lasu na dużym obszarze na pograniczu ówczesnych województw konińskiego i kaliskiego w Orlinie w 1992,
- działania ratownicze podczas awarii cysterny zawierającej fenol w miejscowości Kościelec k. Koła w 1994,
- koordynowanie działań ratowniczych podczas powodzi w maju i czerwcu 2010 na terenie Wielkopolski.

Z jego inicjatywy i pod jego kierownictwem opracowano dokument pt. „Strategia Rozwoju Ratownictwa i Ochrony Przeciwpożarowej dla województwa wielkopolskiego na lata 2010-2020”, w której zawarte zostały kierunki rozwoju ochrony przeciwpożarowej i bezpieczeństwa.
Jest długoletnim członkiem Stowarzyszenia Inżynierów i Techników Pożarnictwa.
Jest również od wielu lat aktywnym społecznie działaczem ochotniczych straży pożarnych.

## Wykształcenie
- 1988 studia podyplomowe w zakresie profilaktyki pożarowej w Szkole Głównej Służby Pożarniczej w Warszawie,
- 1995 studia podyplomowe w zakresie administracji na Wydziale Prawa i Administracji Uniwersytetu Warszawskiego,
- 2001 studia podyplomowe w zakresie „Zarządzania w stanach zagrożeń” w Szkole Głównej Służby Pożarniczej w Warszawie,
- 2002 wyższy kurs obronny w Akademii Obrony Narodowej w Warszawie.

## Awanse
- nadbrygadier – 2010[1]

## Odznaczenia
- Złoty Krzyż Zasługi – 2010[2]
- Srebrny Krzyż Zasługi – 2001[3]
- Złoty Medal za Długoletnią Służbę
- Złoty Medal „Za zasługi dla obronności kraju”
- Złota Odznaka Zasłużony dla Ochrony Przeciwpożarowej
- Złoty Znak Związku Ochotniczych Straży Pożarnych Rzeczypospolitej Polskiej
- Złoty Medal Za Zasługi dla Pożarnictwa